# Atletica leggera ai Giochi della IX Olimpiade - Lancio del martello

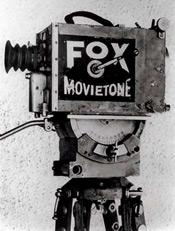
Video della Finale (durata: 1'06")

La competizione del lancio del martello di atletica leggera ai Giochi della IX Olimpiade si tenne il giorno 30 luglio 1928 allo Stadio Olimpico di Amsterdam.

## L'eccellenza mondiale
| Campione olimpico 1924  | 53,29        | Frederic Tootell | Rit. 1925 |
| Migliore prest. europea | 53,85 (1927) | Ossian Skiöld    | Presente  |
| Primatista stagionale   | 52,39        | Frank Connor     | Presente  |
| Vincitore selezioni USA | 50,70        | Edmund Black     | Presente  |

1. ↑  Fino al 20 luglio.

## Risultati

### Turno eliminatorio
Tutti i 16 iscritti hanno diritto a tre lanci. Poi si stila una classifica. I primi sei disputano la finale (tre ulteriori lanci).

I sei finalisti si portano dietro i risultati della qualificazione.
Al termine del terzo turno è in testa Ossian Skiöld (Swe) con 51,29. Lo svedese è l'unico ad aver lanciato oltre i 50 metri.
| Pos. | Atleta           | Nazione     | Misura | Piazz. |
| ---- | ---------------- | ----------- | ------ | ------ |
| 1    | Edmund Black     | Stati Uniti | 49,03  | 2      |
| 2    | Armando Poggioli | Italia      | 46,96  | 5      |
| 3    | Frank Connor     | Stati Uniti | 46,75  | 6      |
| 4    | Federico Kleger  | Argentina   | 46,61  | 7      |
| 5    | Ricardo Bayer    | Cile        | 46,34  | 8      |
| 6    | Henk Kamerbeek   | Paesi Bassi | 46,02  | 10     |
| 7    | Carl Johan Lind  | Svezia      | 44,46  | 14     |
| 8    | Harald Stenerud  | Norvegia    | 41,06  | 16     |

| Pos. | Atleta              | Nazione       | Misura | Piazz. |
| ---- | ------------------- | ------------- | ------ | ------ |
| 1    | Ossian Skiöld       | Svezia        | 51,29  | 1      |
| 2    | Patrick O'Callaghan | Irlanda       | 47,49  | 3      |
| 3    | Don Gwinn           | Stati Uniti   | 47,15  | 4      |
| 4    | Erik Eriksson       | Finlandia     | 46,22  | 9      |
| 5    | Malcolm Nokes       | Gran Bretagna | 45,37  | 11     |
| 6    | Kenneth Caskey      | Stati Uniti   | 44,8   | 12     |
| 7    | Camillo Zemi        | Italia        | 44,47  | 13     |
| 8    | Yoshio Okita        | Giappone      | 44,41  | 15     |

### Finale
Nessuno si occupa dell'irlandese O'Callaghan, alla sua prima uscita internazionale. Terzo dopo la qualificazione, al quinto lancio supera tutti con 51,39 e vince l'oro.
Giunge quarto Armando Poggioli con 48,37.
| Pos.    | Atleta              | Età | Nazione     | Misura |
| ------- | ------------------- | --- | ----------- | ------ |
| Oro     | Patrick O'Callaghan | 23  | Irlanda     | 51,39  |
| Argento | Ossian Skiöld       | 39  | Svezia      | 51,29  |
| Bronzo  | Edmund Black        | 23  | Stati Uniti | 49,03  |
| 4       | Armando Poggioli    | 40  | Italia      | 48,37  |
| 5       | Don Gwinn           | 26  | Stati Uniti | 47,15  |
| 6       | Frank Connor        | 20  | Stati Uniti | 46,75  |

Con la vittoria di O'Callaghan sono cinque i titoli vinti dai martellisti irlandesi sui sei assegnati dal 1896.